# Albert Bitran
 (janvier 2017).
Si vous disposez d'ouvrages ou d'articles de référence ou si vous connaissez des sites web de qualité traitant du thème abordé ici, merci de compléter l'article en donnant les références utiles à sa vérifiabilité et en les liant à la section « Notes et références ».
Albert Bitran est un peintre, graveur et sculpteur français, né le 25 décembre 1931 à Istanbul, Turquie, et mort le 9 novembre 2018 à Paris.

## Biographie
Né à Istanbul, Albert Bitran fait ses études au collège Saint-Michel d'Istanbul où il passe les bacs turcs et français. À 17 ans, il vient à Paris pour faire des études d’architecture qu’il abandonne rapidement pour se consacrer à la peinture.
Lors de la première exposition personnelle de ses œuvres géométriques, en 1951 à la galerie Arnaud, lieu de rencontre de l’avant-garde de Saint-Germain-des-Prés, il n’a que 20 ans, et il participe à de nombreuses manifestations dont la première exposition d’art abstrait de Caracas et « Divergences » à Paris au théâtre de Babylone. En 1954, il expose à la galerie Denise René ; Henri-Pierre Roché rédige la préface du catalogue — il lui ouvre sa prestigieuse collection et lui loue une chambre boulevard Arago où il peint.
Mais, quittant l’abstraction géométrique, Bitran s’oriente vers la peinture de recherche qu’il poursuivra toute sa vie. Il fait de longs séjours dans le Midi et ses premières études portent sur le thème du paysage, thème qu’il développera jusqu’à Naissance d’un paysage, grand collage de 1956 qui participera à l'exposition « L’Envolée lyrique » au musée du Luxembourg en 2006.
En 1958, Albert Bitran se marie, obtient la nationalité française, s’installe rue des Plantes et dans l’Aube à Rigny-le-Ferron où il a un atelier de céramique. Il fait aussi de longs séjours en Italie où il travaille et expose. À Paris, c’est surtout Jean Pollack qui montre son travail dans de nombreuses expositions à la galerie Ariel. Dans les années 1960, Bitran développe avec les dessins, les papiers marouflés et les huiles, les thèmes de « L’Atelier » puis « Intérieur-Extérieur ». Il travaille aussi depuis 1962 la gravure et la lithographie, chez Mourlot d’abord, puis chez Bellini et Leblanc. En 1961, dans sa galerie de Copenhague, Borge Birch fait la première exposition personnelle de Bitran en Scandinavie. Les pays du Nord où il se rendra souvent manifesteront désormais un grand intérêt pour son travail, tout comme les Pays-Bas où il exposera régulièrement, d’abord à Nova Spectra à La Haye, puis, à partir de 1971, à Amsterdam dans la galerie de Martin de Boer.
En 1968, il emménage rue Notre-Dame-des-Champs, à Montparnasse, où il travaillera et habitera jusqu’en 2000. À partir de 1970, il crée les « Doubles », interrogation analytique de sa peinture. « Avec Les Doubles Bitran perfectionne son piège » écrit Jean-Louis Baudry en 1973 dans sa préface de l'exposition galerie Ariel. « Le double condense les termes de l’énigme » écrit le philosophe Claude Lefort dans Bitran, ou la question de l'œil en 1975, texte repris dans Sur une colonne absente chez Gallimard. Comme eux, d'autres amis écrivains suivront le travail de Bitran et écriront sur sa peinture : entre autres Charles Estienne, Jean Paris, Pierre Daix, Albert Memmi, Jean-Dominique Rey, Dora Vallier, Manès Sperber, Georges Borgeaud, Jean-Luc Chalumeau, Gérard-Georges Lemaire.
En 1973, il crée « Sextuor », suite de six tableaux en cycle clos, exposés selon un plan de Ricardo Porro, dans les musées en Norvège, au Danemark, aux Pays-Bas, en France, en Autriche, et qui se trouve à Toulouse, acquis par le Frac Midi-Pyrénées. Les thèmes suivants sont « Obliques », « Linéaires » et « Latéraux ».
En 1979 et en 1980, Bitran dirige le séminaire de la SommerAkademie de Salzbourg et Manès Sperber préface son exposition à la Traklhauss.
Au début des années 1980, Bitran installe son atelier dans le Lot où il travaille de longs mois, expérimentant des techniques d’huiles sur papier et sur carton. Il crée les « Grandes Formes » que Patrick Bongers choisira pour sa première exposition de peintures à la galerie Louis Carré en 1987. D’autres expositions personnelles suivront : en Suisse, en 1986, galerie Numaga, Auvernier, au Danemark, en 1988, galerie Brix, Copenhague, en Allemagne en 1990, galerie Boissérée, Cologne, au Japon en 1990, Art Point, Tokyo ; aux États-Unis en 1992 galerie Louis Stern, Los Angeles.
Une rétrospective lui est consacrée au musée de Campredon, à l'Isle-sur-la-Sorgue, en 1991. À cette occasion, il a un entretien filmé avec Jean Paris, publié dans Coloquio, revue de la fondation Calouste-Gulbenkian de Lisbonne. La Maison des arts Georges-Pompidou de Cajarc présente « Albert Bitran, peintures et dessins 1980-1992 », œuvres dans lesquelles se retrouvent la lumière et les falaises du Lot, avec des préfaces de Dora Vallier et de Claire Stoullig.
Inspirées de ses souvenirs d’enfance à Istanbul, et de ses nombreux voyages en Turquie, les « Arcades » — peintures et sculptures — sont exposées d’abord à Istanbul à Aksanat et, en 1997, à la galerie Nev à Ankara, puis en France à l’Espace Écureuil de Toulouse (avec une préface de Pierre Daix).
Après la série « Les Noirs », huiles sur papier, exposées à Mexico en 2008, puis dans divers centres culturels en France, Bitran poursuit cette recherche sur de grandes toiles qu'il exposera à la galerie Grosvenor à Londres en 2010 (« Obliques ») et 2011, à la galerie des Tuiliers à Lyon en 2012 (« L'Erosion des Noirs »), au centre culturel de Mont-de-Marsan en 2013 (« Méandres »).
En 2013, le Centre Pompidou présente dans l'exposition « Modernités plurielles » un tableau de ses collections, Un soleil neuf de 1960, qui sera par la suite montré à la Fondation Clément en Martinique dans l'exposition « Le Geste et la Matière ».
En 2000, Bitran quitte Montparnasse pour Montrouge où il a construit sa maison et son atelier.

### Décoration
- Officier de l'ordre des Arts et des Lettres[1]

## Collections publiques

### France
- Centre national d'art et de culture Georges-Pompidou[10]
- Musée d'art moderne de la ville de Paris[11]
- Fonds national d'art contemporain, Paris
- Musée des beaux-arts de Lyon, donation Jacqueline Delubac
- Musée de Nantes, donation Gildas Fardel
- Fonds régional d'art contemporain Midi-Pyrénées, Toulouse
- Les Abattoirs[12], musées de Toulouse
- Musée municipal de Saint-Dié
- Musée Hyacinthe-Rigaud, Perpignan
- Musée des beaux-arts de Brest

### Étranger
- Statens Museum for Kunst, Copenhague
- Ny Carlsberg Fondet, Copenhague
- Randers Kunstmuseum, Randers, Danemark
- Kunsten Museum of Modern Art, Aalborg, Danemark
- Genthôfte Radhus, Copenhague
- Gemeente Museum, La Haye, Pays-Bas
- Centraal Museum, Utrecht, Pays-Bas
- Fondation Roi Baudoin, collection Thomas Neirynck[13], Bruxelles
- Fondation Gandur pour l'art
- Museum der 20-Jahrunderts, Vienne
- Rupertinum Museum, Salzbourg
- Istambul Modern, Istanbul
- Istanbul Resim ve Heykel Müzesi, Istanbul
- Contemporary Art Society, Londres
- Sonia Henie-Niels Onstad Art Center, Oslo
- Lunds Kunsthal, Lund, Suède
- Fine Arts Museums of San Francisco
- Museum of Rhodes Island School of Design, Rhodes Island
- University Museum, Berkeley
- Grunewald Foundation for Graphic Arts, Los Angeles
- Collection de l'État cubain, La Havane
- Fondation Bloemhof, Curaçao

## Expositions personnelles
- 1951 : Galerie Arnaud, Paris
- 1952 : Galerie Arnaud, Paris
- 1957 : Galerie Ariel, Paris
- 1958 :
  - Galerie des Contemporains, Bruxelles
  - Galerie Ariel, Paris
- 1959 : Galerie Birch
- 1960 : Galerie Stephen Hahn, New York
- 1961 :
  - Galerie Birch, Copenhague
  - Galerie Ariel, Paris
- 1962 : Galerie Nova Spectra, La Haye, peintures
- 1963 : Galerie Ariel, Paris, gouaches et lavis
- 1964 : Galerie La Hune, Paris, gouaches et dessins autour du livre L'Atelier
- 1965 :
  - Galerie Arta, La Haye, lithographies
  - Galerie Birch, Copenhague, Seize peintures et leur dessin
- 1966 : Galerie Ariel, Paris, Bitran, peintures
- 1968 :
  - Galerie Nova Spectra, La Haye, Albert Bitran, peintures et papiers marouflés
  - Galerie Ariel, Paris, 17 peintures avant leur exposition au Danemark
- 1969 :
  - Galerie Ariel, Paris, peintures et papiers marouflés
  - Galerie La Balance, Bruxelles, Autour du livre Epreuves
- 1970 :
  - Musée de Randers, Danemark, peintures, dessins et céramiques
  - Galerie La Pochade, Paris, œuvres sur papier
- 1972 :
  - Galerie Lerche, Aalborg, Danemark
  - Galleria d'Arte La Lanterna, Trieste, œuvres sur papier
  - Galerie Ariel, Paris, Œuvres sur papier et estampes
- 1974 :
  - Studio Erre, Rome
  - Galleria Seno, Milan
  - Galerie Birch, Copenhague, Peintures et céramiques
- 1975 :
  - Galerie de Boer, Amsterdam, Les Doubles van Albert Bitran
  - Galerie Ariel, Paris, Les Doubles, peintures
  - Galerie Nord, Randers, Danemark, Peintures, gouaches, dessins
  - Galerie Protée, Toulouse
  - Galerie La Hune, Paris, Bitran ou la question de l'œil
- 1976 : Galerie Arta, La Haye, Gravures
- 1977 : Galerie Nord, Randers, Danemark, Omkring Bitran (Autour de Bitran)
- 1978 :
  - La Petite Galerie, Lyon, Dessins
  - Galerie Birch, Copenhague, Les Doubles, peintures
  - Galerie Nord, Randers, Danemark, Les Doubles, gouaches
  - Nordjyllands Kunstmuseum, Aalborg, Danemark, Sekstet
  - Galleria d'Arte la Lanterna, Trieste, Gravures
- 1979 :
  - Sonja Henie-Niels Onstad Art Center, Oslo, Sekstet, peintures 
  - New York International Art Exhibition, graphiques
  - Trondhjems Kunstforening, Norvège, Sekstet, peintures
  - Traklhaus, Salzbourg
  - FIAC, Paris, atelier Bellini, Graphiques
  - Galerie de Boer, Amsterdam, Sextuor, peintures
- 1980 :
  - Museum Carolino Augusteum, Salzbourg, Sextett, peintures et dessins
  - Wash-Art, Washington, atelier Bellini, graphiques
  - Galerie Nord, Randers, Bitran i atelier Bellini, graphiques
  - Union des arts plastiques, Saint-Étienne-du-Rouvray
- 1981 :
  - Musée de Saint-Dié, peintures, dessins, graphiques
  - Birch Grafik, Copenhague, Graphiques
- 1982 :
  - Palais des Congrès, Perpignan
  - Galerie Saint-Vicens, Perpignan, Gravures
  - Peintures et dessins, centre culturel des Prémontrés, Pont-à-Mousson
  - Galleri Praestegaarden, Dannemare, Danemark, Dessins, gravures
  - Galerie Nord, Randers, Danemark, Peintures et dessins
  - Randers Kunstmuseum, Danemark, Bitran dans les collections danoises
- 1983 :
  - Musée de peinture d'Istanbul, Rétrospective de l'œuvre gravé
  - Galerie Birch, Copenhague
- 1986 :
  - Galerie Numaga, Auvernier, Suisse
  - Galerie Nord, Randers, Danemark
- 1987 : Galerie Louis Carré, Paris
- 1988 :
  - Galerie Brix, Copenhague
  - Université de Copenhague, Bitran et les Écrivains livres et graphiques
- 1990 :
  - Albert Bitran Ausstellung, galerie Johannes Schilling, Cologne
  - Bitran Œuvres sur papier, galerie Louis Carré, Paris
  - Albert Bitran, galerie Art Point, Tokyo
- 1991 :
  - Albert Bitran, rétrospective, Hôtel Donadéï de Campredon, L'Isle-sur-la-Sorgue
  - Bitran, dessins, galerie Annie Lagier, L'Isle-sur-la-Sorgue
- 1992 :
  - Traverses du vent gravures, L'Arbre Voyageur, Paris
  - Bitran, dessins galerie Louis Carré, Paris
- 1993 :
  - Albert Bitran, Radieungen und Lithographien, Rupertinum, Salzbourg
  - Albert Bitran, 1980-1992, Maison des Arts Georges-Pompidou, Cajarc
  - Bitran, classical abstraction, galerie Louis Stern, Los Angeles
  - Galerie Johannès Schilling, Cologne, Arbeitein auf Papier
  - Galerie Protée, Toulouse, Gouaches et techniques mixtes
- 1996 : Albert Bitran Sextuor, Temple de Caussade, France
- 1997 :
  - Galerie Frahm, Copenhague, Danemark
  - Galerie Couleurs du temps, Genève, Suisse
  - Galerie Boisserée, Cologne
  - Albert Bitran Kemerler, peintures, Aksanat, Istanbul
  - Albert Bitran, Kemerler papiers, galerie Nev, Ankara
  - Institut culturel français d'Istanbul, documents
- 1998 :
  - Albert Bitran, Kemerler, galerie Nev, Ankara
  - Albert Bitran: Arcades, Espace Ecureuil, Toulouse
- 2000 : Iles Insurgées, Nicaise, boulevard Saint-Germain, Paris
- 2003 : Carnet de dessins, Artcurial, Paris
- 2004 : La Main parle, Hôtel Liberal Bruant, Paris
- 2008 :
  - Galerie Nev, Ankara
  - Les Mains, Institut Français, Istanbul
- 2010 : Obliques, Grosvenor Gallery, Londres
- 2011 : Albert Bitran, Paintings, Grosvenor Gallery, Londres
- 2012 : L’Érosion des Noirs[14], galerie des Tuiliers, Lyon
- 2013 : Méandres, centre d'art contemporain Raymond Farbos, Mont de Marsan
- 2015 : Albert Bitran, huiles sur papier, galerie Convergences, Paris
- 2016 : Regard sur Albert Bitran, Elfebeen Mansion, Luxembourg
- 2017 : Affinités en noir majeur, galerie Convergences et galerie Gratadou-Intuiti, Paris
- 2019 : Albert Bitran, galerie Bertrand Trocmez, Clermont-Ferrand

## Principales participations
- 1950 : Salon d'automne, Paris
- 1951-1978 : Salon des réalités nouvelles, Paris
- 1956-1967 : Salon de mai, Paris
- 1952 :
  - Prima mostra d'arte abstrato, Quattro Muros, Caracas
  - Salon de l'Art Libre, Paris
- 1953 : Galerie du théâtre de Babylone, Divergences, Paris
- 1954 : Bitran, Baertling, Breer, galerie Denise René, Paris
- 1955 : Evolution, Musée d'Art moderne de la ville de Paris
- 1956 : Maestri e giovani pittori d'oggi, Galleria Apollinaire, Milan
- 1958 :
  - Groupe, Galerie Iris Clert, Paris
  - Arte abstrato en Europa, par Michel Seuphor, Galerie Color Luz, Cuba
- 1959 : Paris 1959, Galerie Blanche, Stockholm
- 1961 : Collection Moltzau, Kunstindustrimuseet, Oslo
- 1962 : L'Ecole de Paris, Galerie Charpentier, Paris
- 1963 : Grands et jeunes d'aujourd'hui, musée d'art moderne, Paris
- 1964 : Freemmed Kunst I Dansk, Louisiana[15], Copenhague
- 1966 :
  - 15 peintres de ma génération, galerie Ariel, Paris, et galerie Birch, Copenhague
  - De Tolv, exposition itinérante dans les musées de Scandinavie
- 1967 : Salon de Mayo, toile collective, La Havane
- 1968 : 1re biennale de dessin, exposition itinérante au Canada et en Europe Centrale
- 1970 : L'Art dans l'architecture, Pavillon des Halles, Paris
- 1973 : Geer van Velde, Bitran, Nallard, Galerie de Boër, Amsterdam
- 1975 : Contemporary French Painting, musées de Jakarta, Kuala Lumpur, New Zealand...
- 1978 : Acht Parijse Schilders, galerie de Boër, Amsterdam
- 1980 : Peintres de l'Abstraction lyrique, mairie du VIe, Paris
- 1981 :
  - InterArt 1981, Washington, New York
  - Paris Kobenhavn, Galerie Birch
- 1984 : Charles Estienne et l'art à Paris 1945-1966, Fondation nationale des arts graphiques et plastiques, Paris
- 1985 : Les années 50, musée de Dunkerque
- 1986 : Udstillingsbygningen, Charlottenborg, Danemark
- 1987 : 3 générations de la peinture non figurative, galerie Ariel, Paris
- 1991 : Arthur Rimbaud, l'homme aux semelles de vent, Théâtre de la Colline, Paris
- 1994 : Abstrakti on nach 1950, Galerie Boisserée[16], Cologne
- 1995 : De l'art d'Afrique à l'art moderne, musée de Sisteron
- 1996 : 100 peintres de l'Ecole de Paris, Maison de l'Unesco, Paris
- 1998 : Correspondances, l'art informel en France et en Allemagne, château de Vaudrémont, France
- 2000 : L'Ecole de Paris et les peintres turcs, Yapi Kredi Kültur Sanat, Istanbul
- 2005 : 50 ans de peinture en France, musées Henri Martin, Cahors, Zadkine, Les Arques
- 2006 : L'Envolée lyrique[17], musée du Luxembourg, Paris
- 2007 :
  - Collection Jacqueline Delubac, musée des beaux-arts, Lyon
  - Modern ve Otesi, SantralIstanbul, Istanbul
- 2008 : Abstraction(s) en France, Les Abattoirs, Toulouse
- 2010 : L'Ecole de Paris turque, musée du Montparnasse, Paris
- 2011 : 20 Modern Turkish Artists of the XXth Century[18], SantralIstanbul, Istanbul
- 2014 : Modernités Plurielles 1905-1970[19], Centre Pompidou, Paris
- 2016 : Artists in their Time, SantralIstanbul, Istanbul
- 2017 :
  - Le Geste et la Matière[20], Fondation Clément, Martinique
  - Turkish paintings goes to Paris, Antalya Cultural Center
  - Sélections, MKM Center, Istanbul
- 2020 :
  - BRAFA, Galerie Martel-Greiner, Bruxelles.
  - Deux peintres, deux sculpteurs: Albert Bitran, Léon Zack, Étienne-Martin, François Stahly, Galerie Martel-Greiner, Paris

## Travaux pour l'architecture
- Dix vitraux, église de Schoeneck (Moselle), E. Genuis, architecte, 1957
- Sculpture polychrome en céramique et ciment, C.E.S. Evariste-Galois, Sarcelles. Gilbert Guillemaut, architecte, 1970
- Deux panneaux de céramique, St Peter's Kirk, Randers, 1970
- Exposition « Art et architecture, bilan du 1% », Paris, 1970
- Mosaïque, maison particulière à Reggio de Calabre, Italie, 1972
- Deux peintures murales (10 x 30 mètres), Vitry, 1973. Reproduit sur la couverture de L'Œil, mars 1974 et dans L'Art dans la ville, 1988.
- Double relief polychrome, immeuble 15-17 rue de Sèvres, Boulogne-Billancourt, Daniel Montaut, architecte, 1973
- Mosaïque et de maison-sculpture pour la ville de Korčula, Riccardo Porro, architecte, 1973 (non réalisé). Maquettes exposition au Musée d'Art Moderne, Paris.
- Jardin de sculptures, Alain Farel, architecte, 1999 (projet non réalisé)

## Publications

### Catalogues d'expositions
- Bitran, Henri-Pierre Roché, galerie Denise René, 1954
- Albert Bitran, Charles Estienne, galerie Ariel, 1957
- Bitran, Michel Courtois, galerie Ariel, 1961, et galerie Birch, Copenhague, 1961
- Bitran, Karl E. Ringtröm, galerie Ariel, 1963
- Compact, Maurice Roche, galerie Ariel, 1966
- Esquisse pour un portrait de Bitran, Hélène Parmelin, galerie Ariel, Paris, 1969
- Bitran ou la chaleur des gris, Charles Estienne, galerie Ariel, 1972
- Bitran, Raoul-Jean Moulin, Galleria Seno, Milan, 1974
- Les Doubles, Jean-Louis Baudry, galerie Ariel, 1975
- Fragments pour les dessins d'Albert Bitran, Maurice Roche, La Petite Galerie, Lyon, 1978
- Préface, Manès Sperber, Traklhaus, Salzbourg, 1979
- Repères pour un tracé, Raoul-Jean Moulin, Saint-Etienne-du-Rouvray, 1980
- Albert Bitran, V. Villadsen, Randers Kunstmuseum, 1983
- Bitran, Jean-Dominique Rey, galerie Louis Carré, Paris, 1987
- La Traversée de la peinture, Jean-Luc Chalumeau, Campredon Art et Culture, 1991
- Sans titre, Dora Vallier, Maison des arts Georges-Pompidou, Cajarc, 1993
- Kemerin kuramsal bütünlüğünün parçalanisi, Necmi Sönmez, Aksanat, Istanbul, 1997
- Le passage d'Albert Bitran aux « Arcades », Pierre Daix, Espace Ecureuil, Toulouse, 1998
- Albert Bitran ou le triomphe du gris, Gérard-Georges Lemaire, Grosvenor Gallery Londres 2010
- Albert Bitran ou l'efficacité ambiguë des noirs, Gérard-Georges Lemaire, galerie des Tuiliers, Lyon, 2012
- Albert Bitran : de ses ambiguïtés et des beautés qui en résultent, Gérard-Georges Lemaire, centre d'art contemporain Raymond Farbos, Mont-de-Marsan, 2013
- Albert Bitran ou le funambulisme pictural[21], Gérard-Georges Lemaire, galerie Convergences, Paris 2015
- Albert Bitran. Affinités en noir majeur. Retrouver Degas, Véronique Koehler, galeries Convergences et Gratadou-Intuiti, Paris, 2017

### Livres
- L'Atelier, Georges Boudaille, 1964
- Epreuves, texte de Jean-Louis Baudry, Bruxelles, La Balance, 1966
- Dessins, 1955-1975, texte d’Alain Bosquet, SMI, Paris, 1976
- Le Mirliton du Ciel, poèmes d'Albert Memmi, 1985
- Fleuve, poèmes de Jean-Dominique Rey, 1986
- Nano Poèmes, Albert Bitran, Jean-Dominique Rey, 2001
- Albert Bitran, La Lumière de l'image, texte de Pierre Daix, Paris, La Main Parle, 2003
- Albert Bitran, textes de Jean-Luc Chalumeau (« La traversée de la peinture ») et de Claude Lefort (« Bitran, ou la question de l'œil »), Paris, Liénart, 2019  (ISBN 978-2-35906-253-3)

### Documents
- Dictionnaire de la peinture abstraite, Michel Seuphor, Paris, 1957
- Bitran ou la question de l’œil [22] par Claude Lefort, Édition SMI, 1975 Texte repris dans Sur une colonne absente, Claude Lefort. Essais Gallimard, Paris, 1978.
- Les Années 50[23], Gérard Xuriguera, Paris, Arted, 1984
- « Entretien avec Albert Bitran » par Jean Paris, Coloquio Artes, Lisbonne, 1992
- Albert Bitran. L'Œuvre 1949-1992[24], par Georges Borgeaud, Neuchâtel, Ides & Calendes, 1993
- L'École de Paris, 1945-1965. Dictionnaire des peintres[25], Lydia Harambourg, Neuchâtel, Ides & Calendes, 1993
- Istanbul-Montparnasse. Les Peintres Turcs de l'École de Paris, Clotilde Scordia, Paris, éd. Déclinaison, 2021

### Articles
- « Albert Bitran », par Henri-Pierre Roché, La Parisienne, 1955
- Prisme des Arts, no 3, Edouard Roditi, mai 1956
- Les Lettres Nouvelles, no 52, par Hubert Damisch, septembre 1957
- « Bitran, ou l’élaboration d’un nouveau sentiment de la nature » par Denys Chevalier, revue XXe siècle, 1963
- « Albert Bitran », Edouard Roditi, L'Arche, 6 octobre 1963
- « Sept jours avec la peinture », Jean Bouret, Les Lettres françaises, avril 1967
- « Albert Bitran », Les Lettres Françaises, Georges Boudaille, novembre 1969
- « Témoin non pas contestataire », Édouard Roditi, L'Arche, novembre 1969
- « Bitran ne peint pas des pommes », Pierre Cabanne, Combat, 9 octobre 1972
- « Bitran », Jean-Louis Pradel, Opus international, novembre 1972
- « Dossier Albert Bitran » par Jean-Luc Chalumeau, Verso, 1997
- « Bitran: où règne l’Arcade magistrale » par Lionelle Courbet-Viron, Area, 2003
- « Albert Bitran, récit d'une vie » par Gérard-Georges Lemaire, Vernissages, juin 2008
- « Peindre la peinture » par Fréderique le Graverend, Area, no 21, printemps 2010
- « Albert Bitran. Un peintre de l'École de Paris découvre la céramique », Gérard-Georges Lemaire, Revue de la Société des Amis du musée national de la Céramique, mars-avril 2011
- « Albert Bitran. L'impossibilité est beauté », par Christian Noorbergen, AZART no 58, septembre-octobre 2012
- « Les huiles sur papier d'Albert Bitran[26] », Jean-Luc Chalumeau, Verso, 2015